# Louise Mingenbach
Louise Mingenbach est une chef costumière américaine pour le cinéma. 

## Biographie
Elle collabore régulièrement avec le réalisateur Bryan Singer. Elle a remporté le Saturn Award des meilleurs costumes pour X-Men.

## Filmographie
- 1995 : Usual Suspects, de Bryan Singer
- 1997 : Le Veilleur de nuit, d'Ole Bornedal
- 1998 : Un élève doué, de Bryan Singer
- 1998 : Permanent Midnight, de David Veloz
- 2000 : Fausses Rumeurs (Gossip), de Davis Guggenheim
- 2000 : X-Men, de Bryan Singer
- 2001 : K-PAX : L'Homme qui vient de loin, de Iain Softley
- 2003 : X-Men 2, de Bryan Singer
- 2003 : Bienvenue dans la jungle, de Peter Berg
- 2004 : Starsky et Hutch, de Todd Phillips
- 2004 : Spanglish, de James L. Brooks
- 2006 : Superman Returns, de Bryan Singer
- 2006 : L'École des dragueurs, de Todd Phillips
- 2007 : Les Femmes de ses rêves, de Peter et Bobby Farrelly
- 2008 : Hancock, de Peter Berg
- 2009 : X-Men Origins: Wolverine, de Gavin Hood
- 2009 : Very Bad Trip, de Todd Phillips
- 2010 : Date Limite, de Todd Phillips
- 2011 : Very Bad Trip 2, de Todd Phillips
- 2012 : Battleship, de Peter Berg
- 2013 : G.I. Joe : Conspiration, de Jon Chu
- 2013 : Very Bad Trip 3, de Todd Phillips
- 2014 : X-Men: Days of Future Past, de Bryan Singer
- 2015 : Divergente 2 : L'Insurrection, de Robert Schwentke
- 2016 : X-Men: Apocalypse, de Bryan Singer
- 2017 : Line of Fire (Only the Brave)  de Joseph Kosinski
- 2021 : Snake Eyes de Robert Schwentke
- 2024 : Skeleton Crew (série TV)